# Civilisation de Jiroft

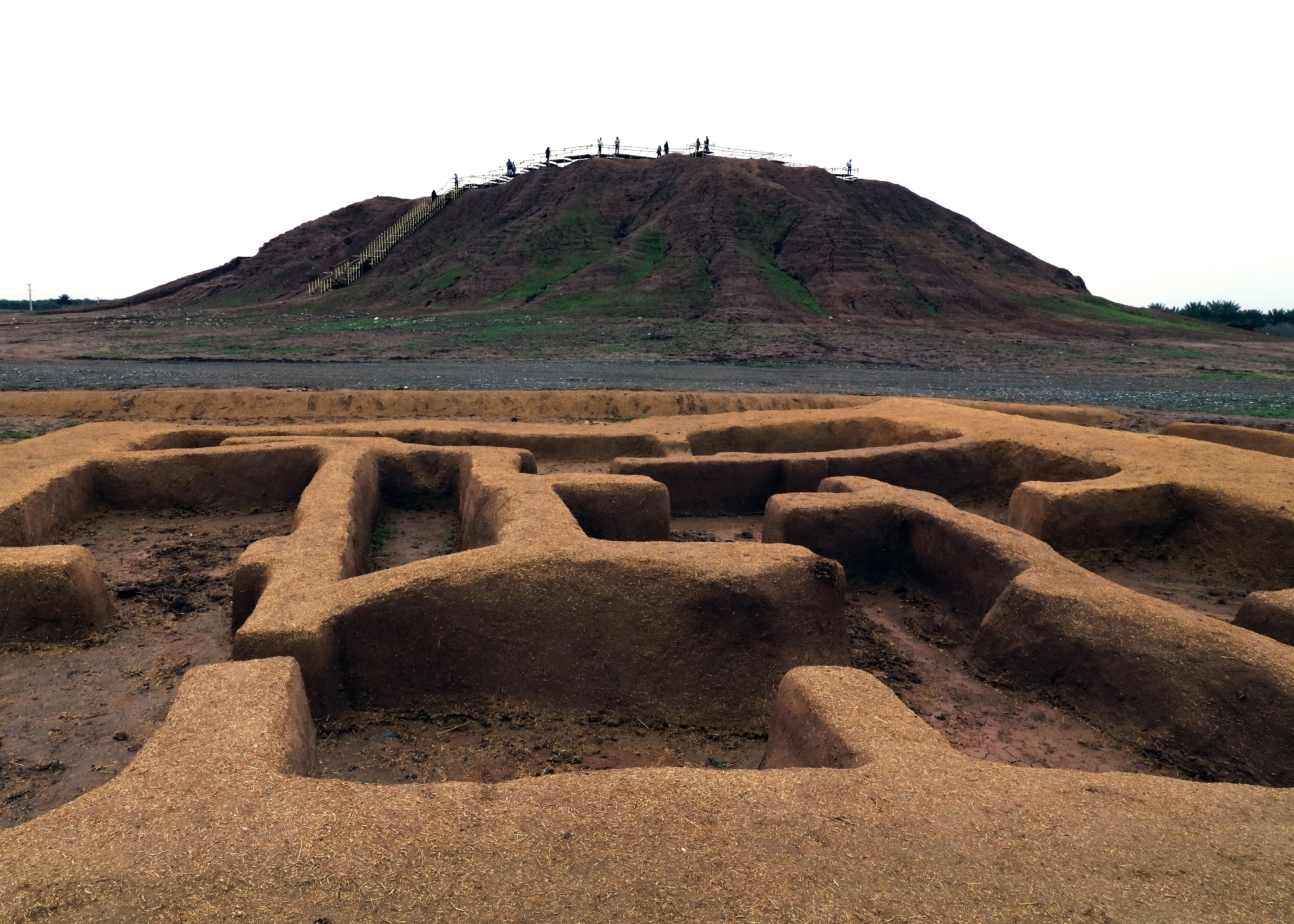
Le site de Konar Sandal B

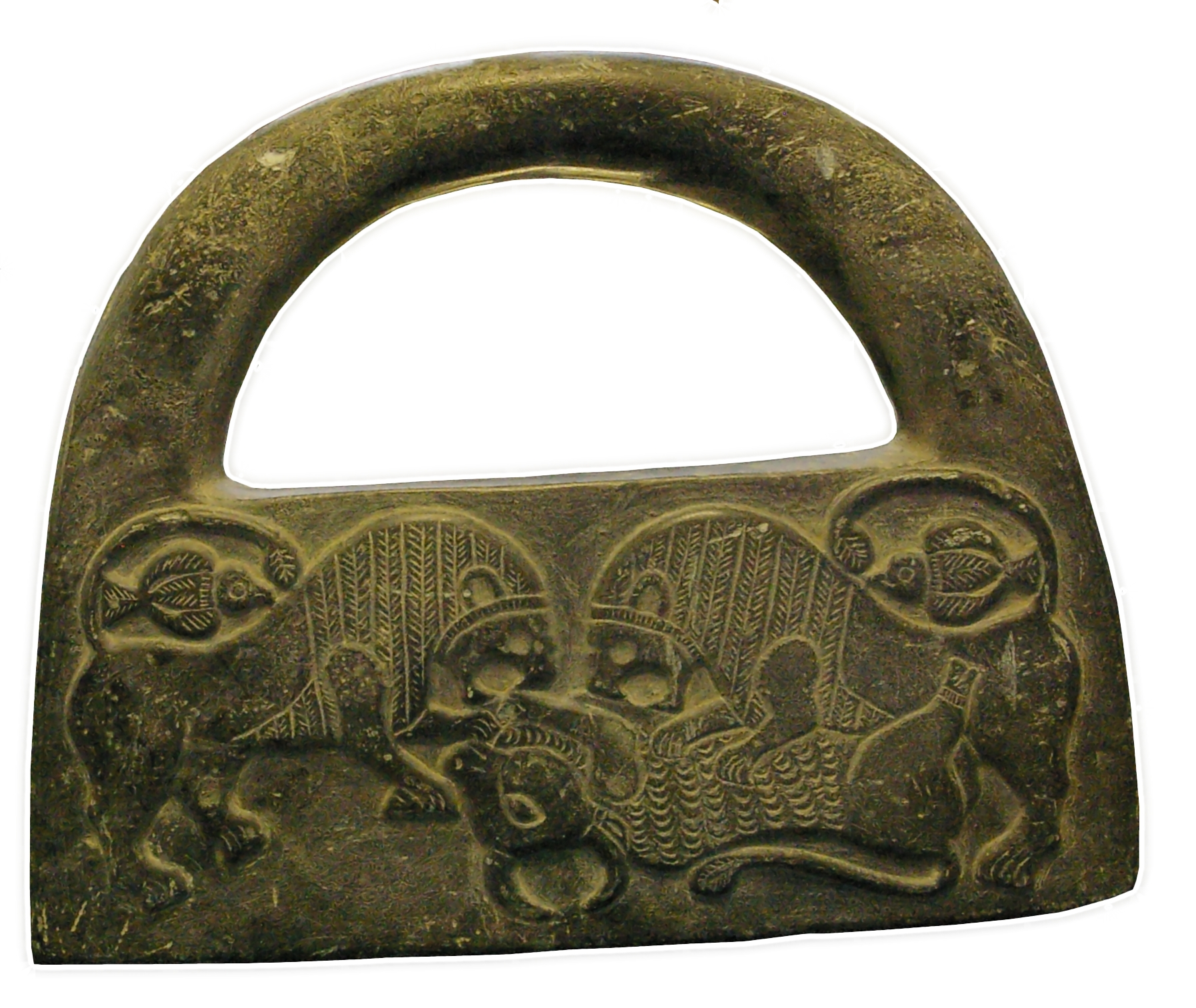
Poids servant aux échanges commerciaux trouvé dans la région de Djiroft. Daté du. Musée de l'Azerbaïdjan, Tabriz

La civilisation de Jiroft, ou culture de Jiroft, désigne un ensemble culturel qui se serait développé dans le sud de l'Iran du IVe au Ier millénaire av. J.-C. (du Néolithique récent à l'Âge du fer). Elle avait pour centre la région de la vallée du Halil Roud, autour de la ville actuelle de Djiroft, dans la province de Kerman. Le site principal de cette civilisation semble être Konar Sandal. La civilisation de Jiroft a notamment produit des vases et autres objets en chlorite. Des sceaux-cylindres trouvés sur le site de Konar Sandal témoignent de l'existence d'une administration développée.
La découverte de ces sites étant récente, leur interprétation reste difficile, d'autant plus que la plupart des objets retrouvés dans un premier temps provenaient de fouilles clandestines, les fouilles régulières n'étant intervenues que postérieurement.

## Historique
Au début des années 2000, nombre d'objets préhistoriques inondent les marchés et les salles de ventes aux États-Unis, en Asie et en Europe. Tous ces objets sont datés de l'Âge du bronze, sans doute d'origine moyen-orientale. Bien qu'originale, leur iconographie ne parait pas complètement inconnue. « On ne savait pas d'où ils provenaient, on n'avait aucune idée précise de la région où ils avaient été produits » déclare Éric Fouache, géoarchéologue de l'université Paris-Est-Créteil-Val-de-Marne, qui a participé à des fouilles dans la région de la vallée de l'Halil Roud. Ce sont alors les douanes qui remontent les filières, jusqu'en Iran. À l'automne 2001, dans la province de Kerman, les douaniers iraniens découvrent des fouilles clandestines menées par les habitants, le long des rives du fleuve Halil. Cinq nécropoles sont atteintes, les pillards ayant organisé le site en parcelles de 6 mètres de côté, et ont mis au jour un important matériel principalement funéraire, qu'on datera du IIIe millénaire av. J.-C. : vases, statuettes humaines ou animales en chlorite, têtes d'hommes ou d'animaux en marbre, statuettes et figurines en bronze, poteries, objets en lapis-lazuli.
En 2002, l'armée est alertée et met fin au pillage ; elle quadrille la vallée, procède à des arrestations. Pour la première fois en Iran, des pillards sont alors condamnés à mort. Les autorités décident de sensibiliser la population à la sauvegarde du patrimoine, et mettent en place un programme éducatif, qui aboutit à la restitution spontanée de centaines d'œuvres. L'archéologue iranien Youssef Madjidzadeh, vivant en France depuis 1998, spécialiste de l'Âge du bronze, est chargé de l'expertise des pièces récupérées. Très rapidement, il prend conscience de l'importance du site, et il est alors chargé des fouilles régulières. Plusieurs dizaines de nécropoles similaires à celles déjà pillées, et deux grands tertres sont repérés. Une équipe archéologique iranienne est mise en place, aidée de spécialistes venant d'autres pays, dont la chercheuse américaine de l'université de Pennsylvanie, Holly Pittman. Youssef Madjidzadeh fait procéder à des recherches géophysiques, sous la responsabilité du Français Éric Fouache, sur le site principal de la région à Konar Sandal. Celles-ci révèlent sous la surface des anomalies qui sont attribuées à un ensemble urbain, intégrant vraisemblablement les deux tertres, et ayant une superficie estimée à environ 6 km2.

## Sites principaux
Le site principal de la région de Jiroft est Konar Sandal, un site d'une taille très importante. Des autres sites de cette civilisation fouillés auparavant, le plus important reste Tepe Yahya, toujours dans la province de Kerman.

## Description

### Les objets en chlorite

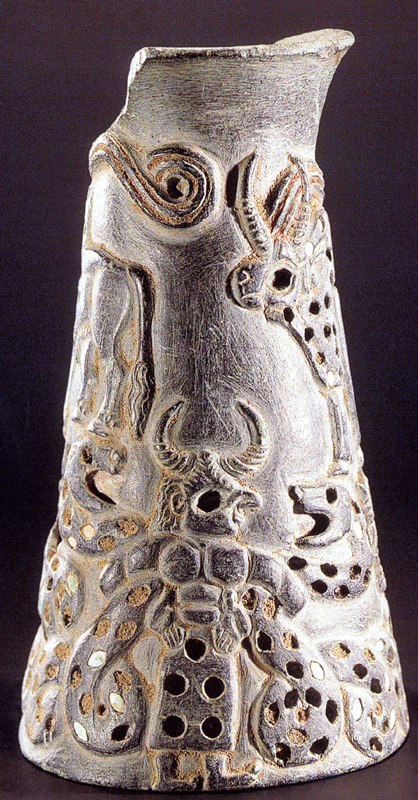
Vase en chlorite trouvé dans la région de Djiroft

La civilisation de Jiroft a produit de nombreux objets en chlorite, avant tout des vases. Ceux-ci figurent pour la fin du IVe millénaire av. J.-C. dans un grand nombre de sites sur le plateau iranien, et autour du golfe Persique, jusque dans la péninsule Arabique. Tepe Yahya s'était déjà révélé comme un centre de fabrication de ces objets, et les découvertes récentes l'ont confirmé, notamment les tombes livrées aux pillards, dans lesquelles une quantité considérable d'objets en chlorite ont été mis au jour.
Les vases trouvés ont des formes très variées : bols, coupes, longs ou plus ramassés. Les motifs représentés sur ces vases sont aussi très variés. L'aspect naturaliste du décor est souvent marqué, avec des arbres et d'autres plantes, que l'on retrouve sur de nombreux vases, ainsi que des animaux : bouquetins, oiseaux ou scorpions. Des personnages mythologiques sont souvent représentés, notamment des hommes-scorpions dotés de cornes, que l'on retrouvera figurés plus tard en Mésopotamie. D'après certaines interprétations, les représentations de serpents affrontant un aigle, visibles sur certains de ces objets, seraient une version ancienne du mythe mésopotamien d'Etana,.
Certains objets en chlorite ont une forme s'apparentant à des sacs à main, et sont une originalité du matériel archéologique de Jiroft. Ornés entre autres de figurations de portes, d'hommes-scorpions, de félins, de palmiers, ils accompagnaient le défunt dans la tombe et constitueraient ainsi un objet rituel de passage, au même titre que les « tables de jeu ». Selon André Verstandig, qui leur a consacré une étude spécifique, ces artéfacts, que l'on a retrouvés sur plusieurs autres sites archéologiques de l'Iran méridional, ainsi qu'en Bactriane, auraient participé à un rituel funéraire, ainsi qu'à un culte de la fertilité, et seraient liés aux sacs de grains utilisés  à l'origine par les premières cultures néolithiques. Il a pu rattacher par ailleurs les thèmes figurant dans leur iconographie à un ensemble de mythes communs à la Mésopotamie et à l'Élam depuis la période d'Uruk.

Objets en chlorite de la culture de Jiroft.
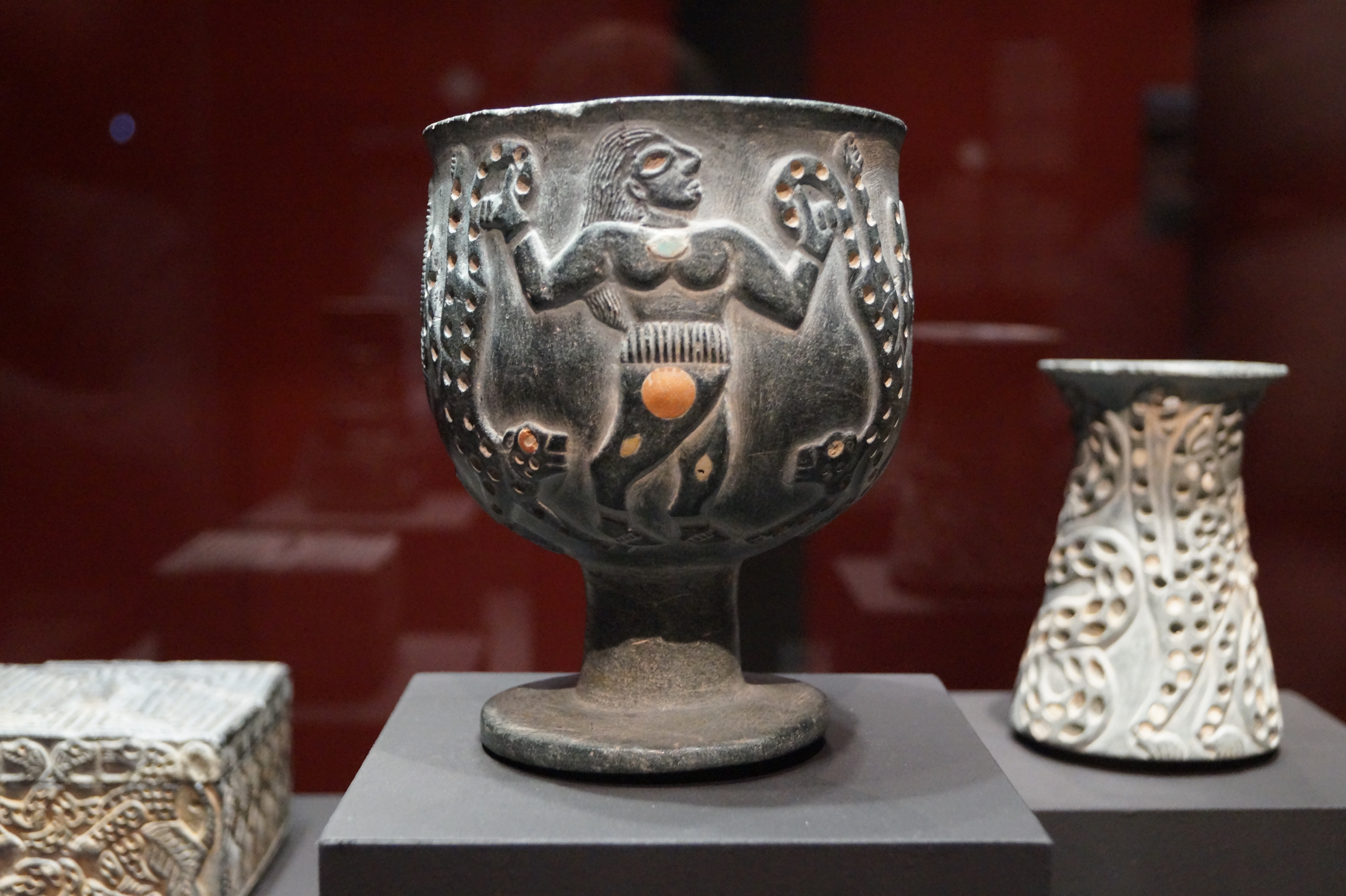
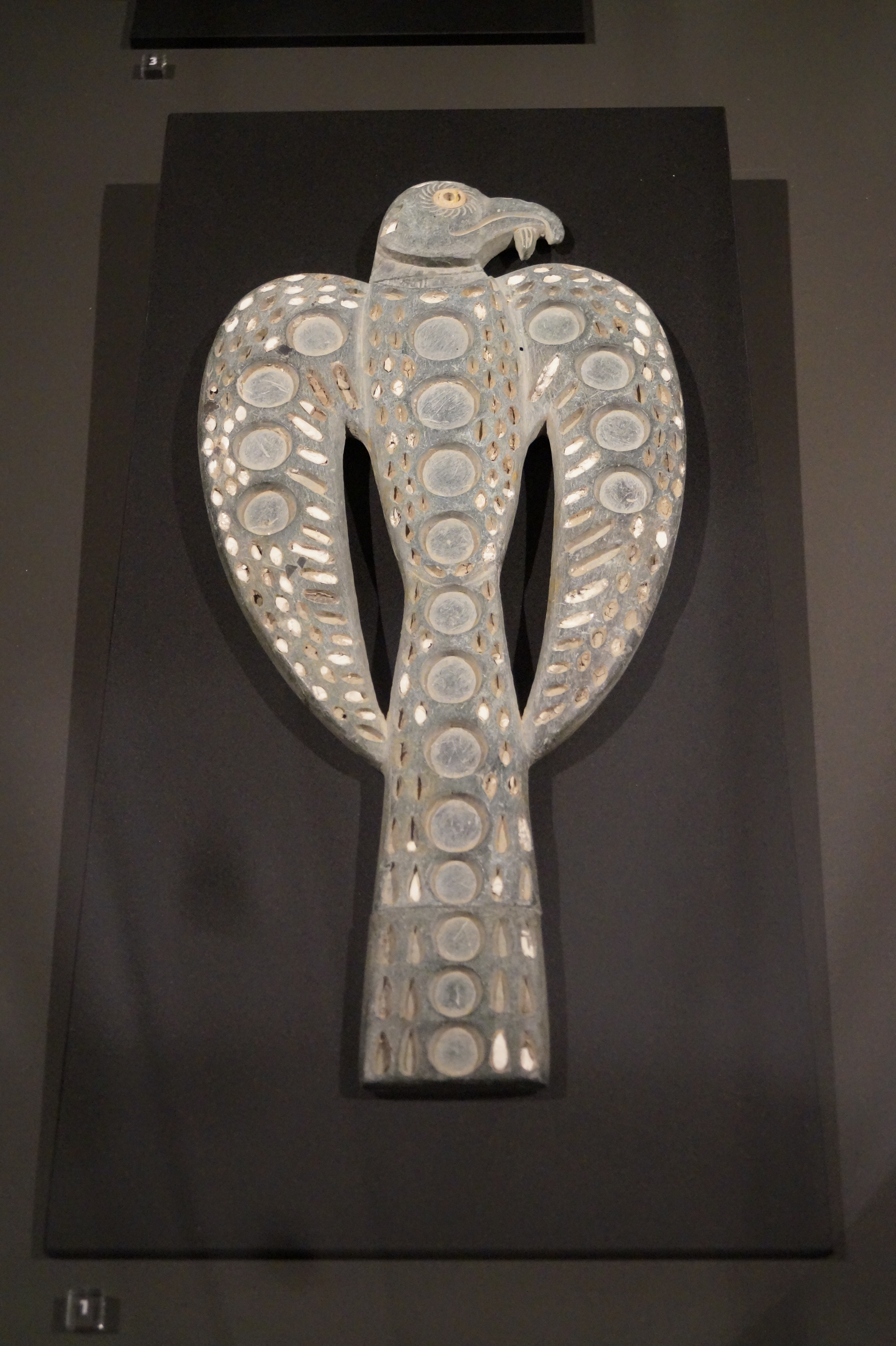
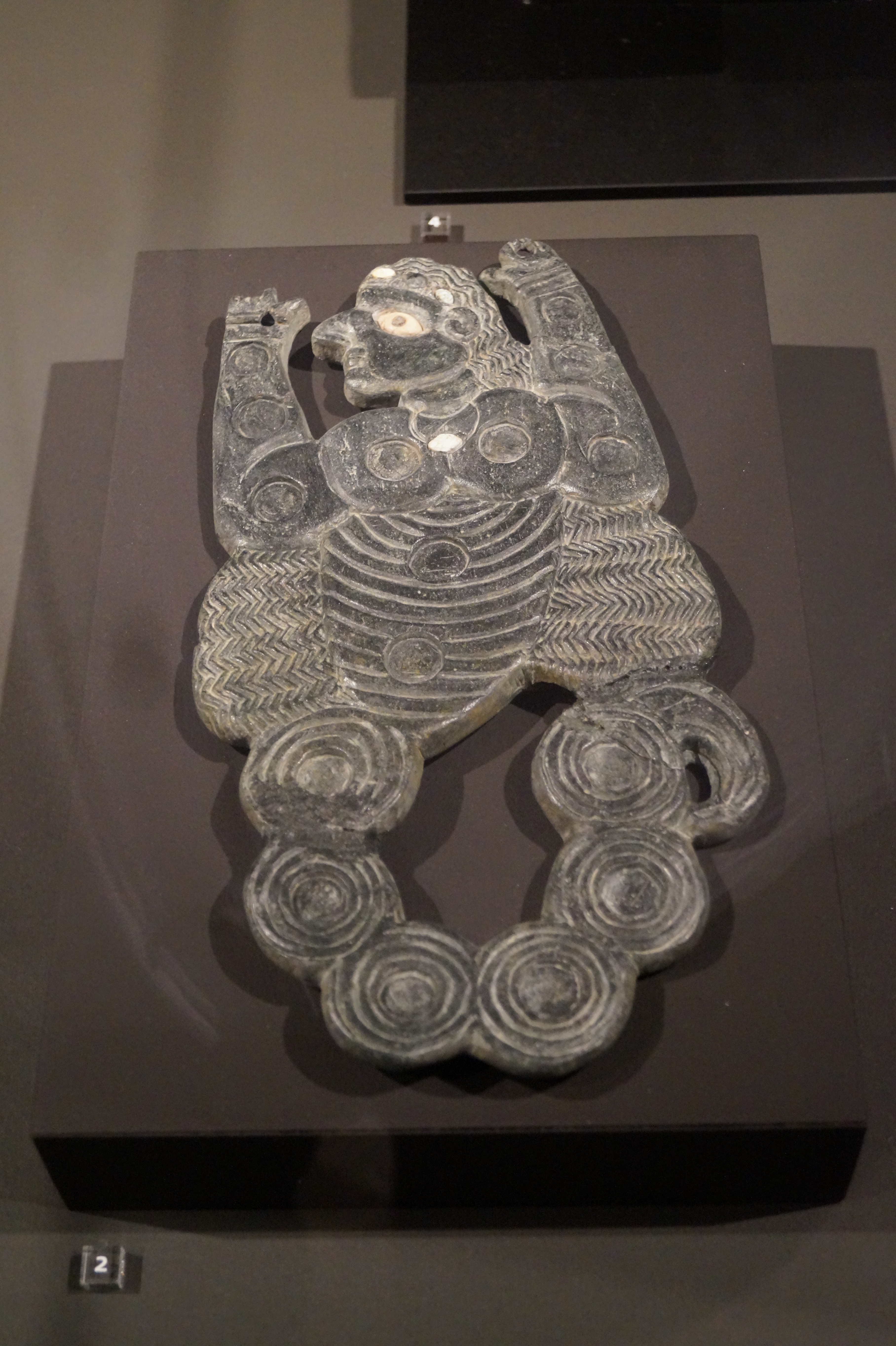
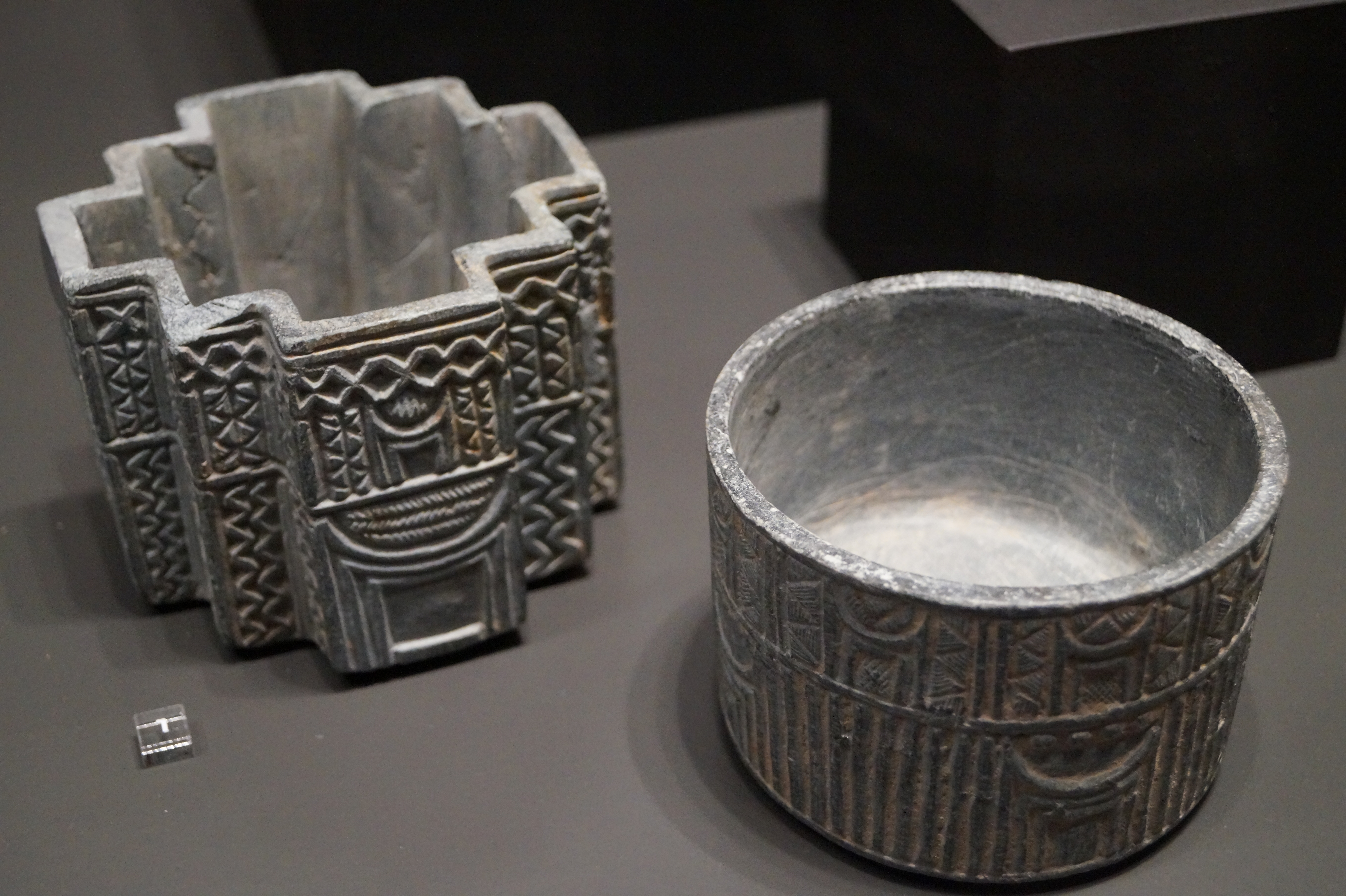
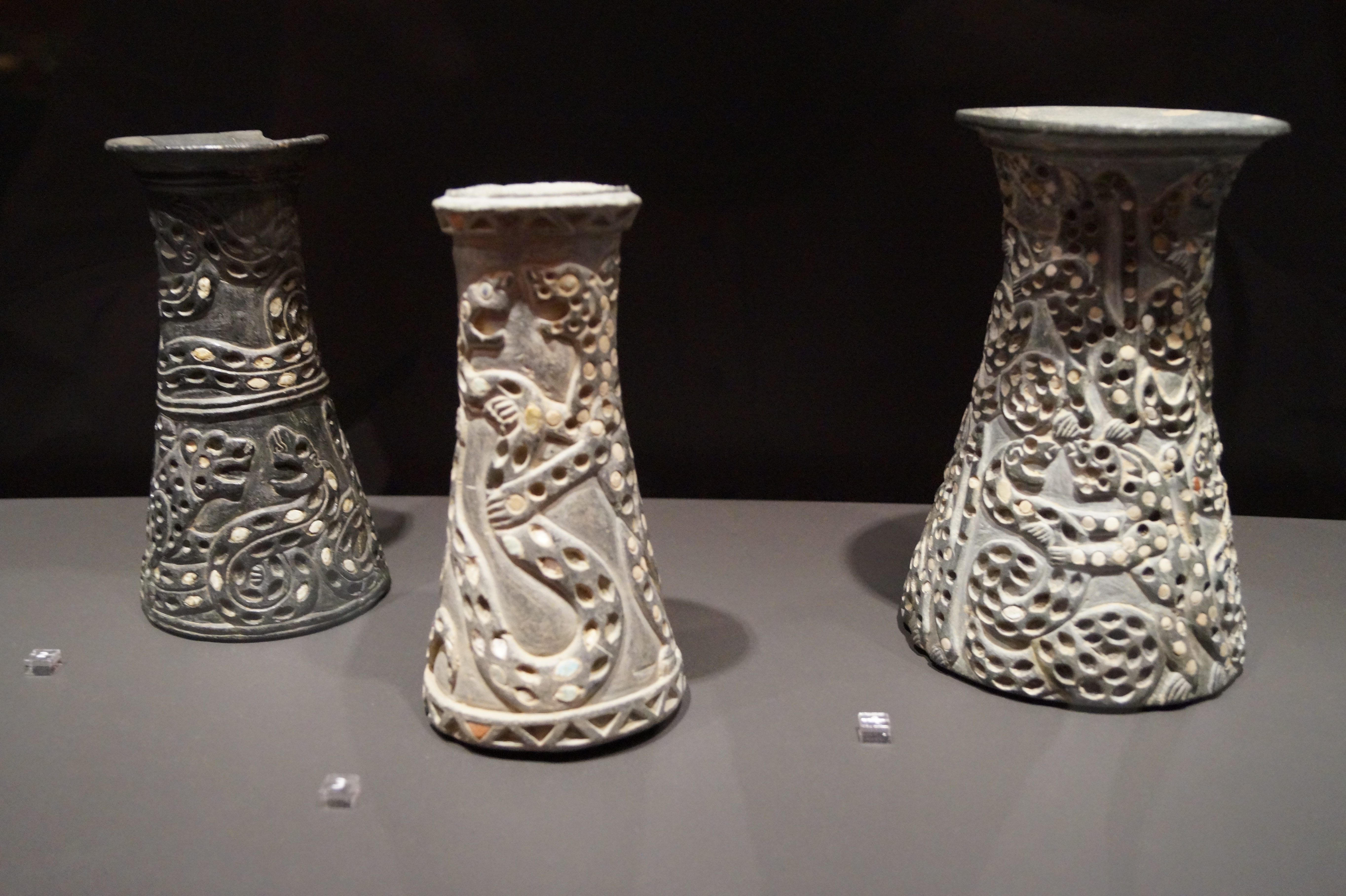
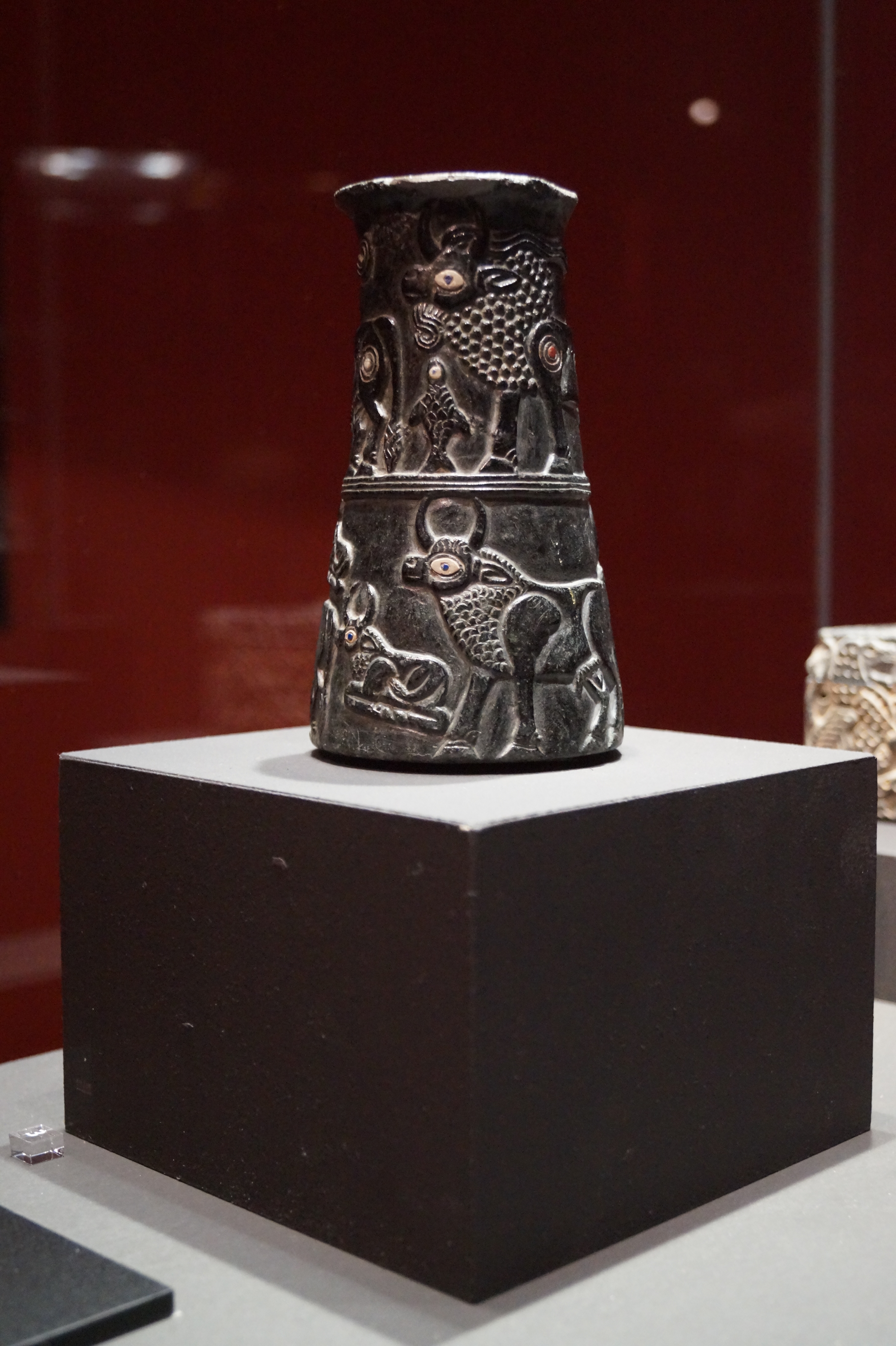
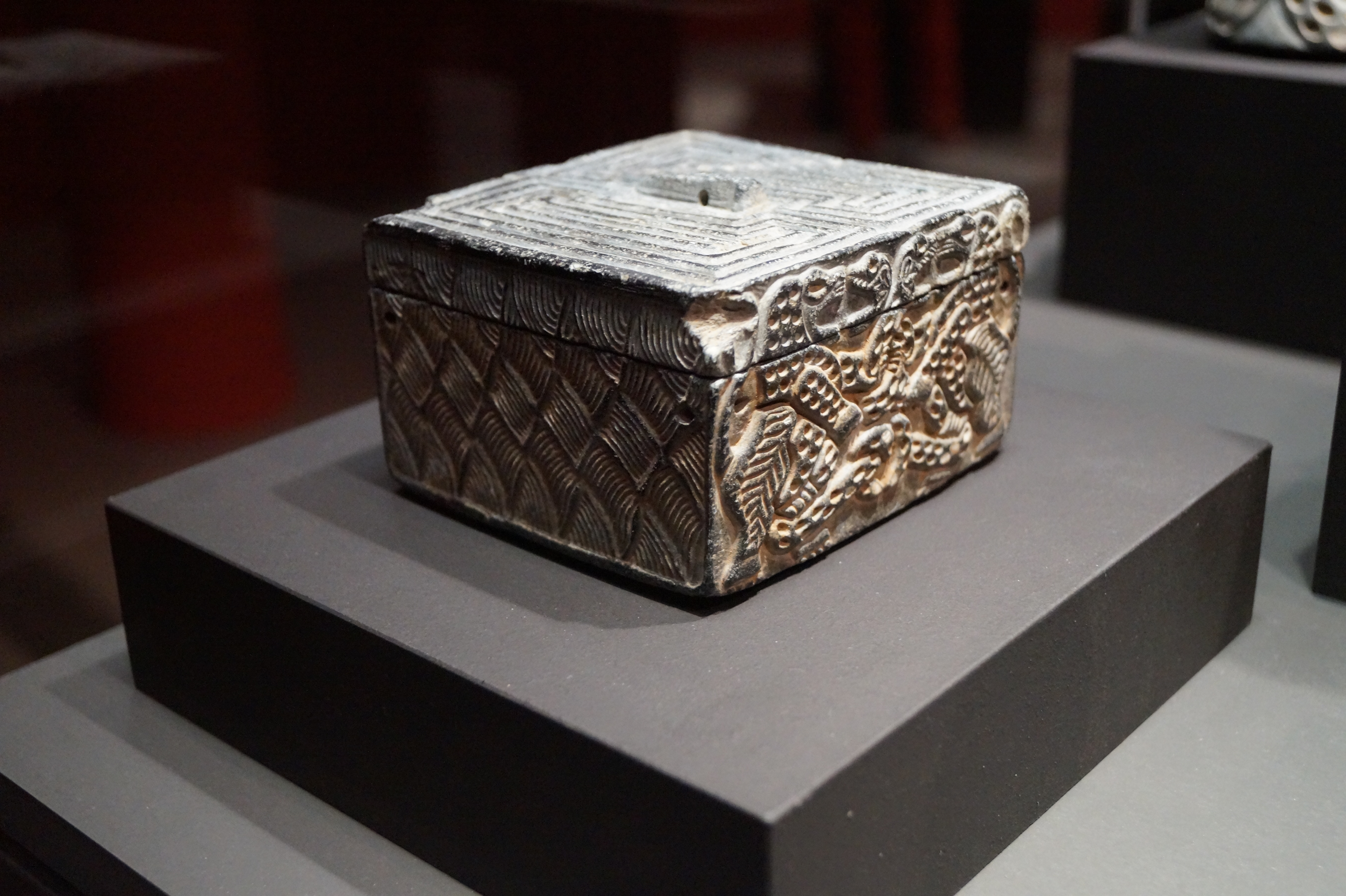
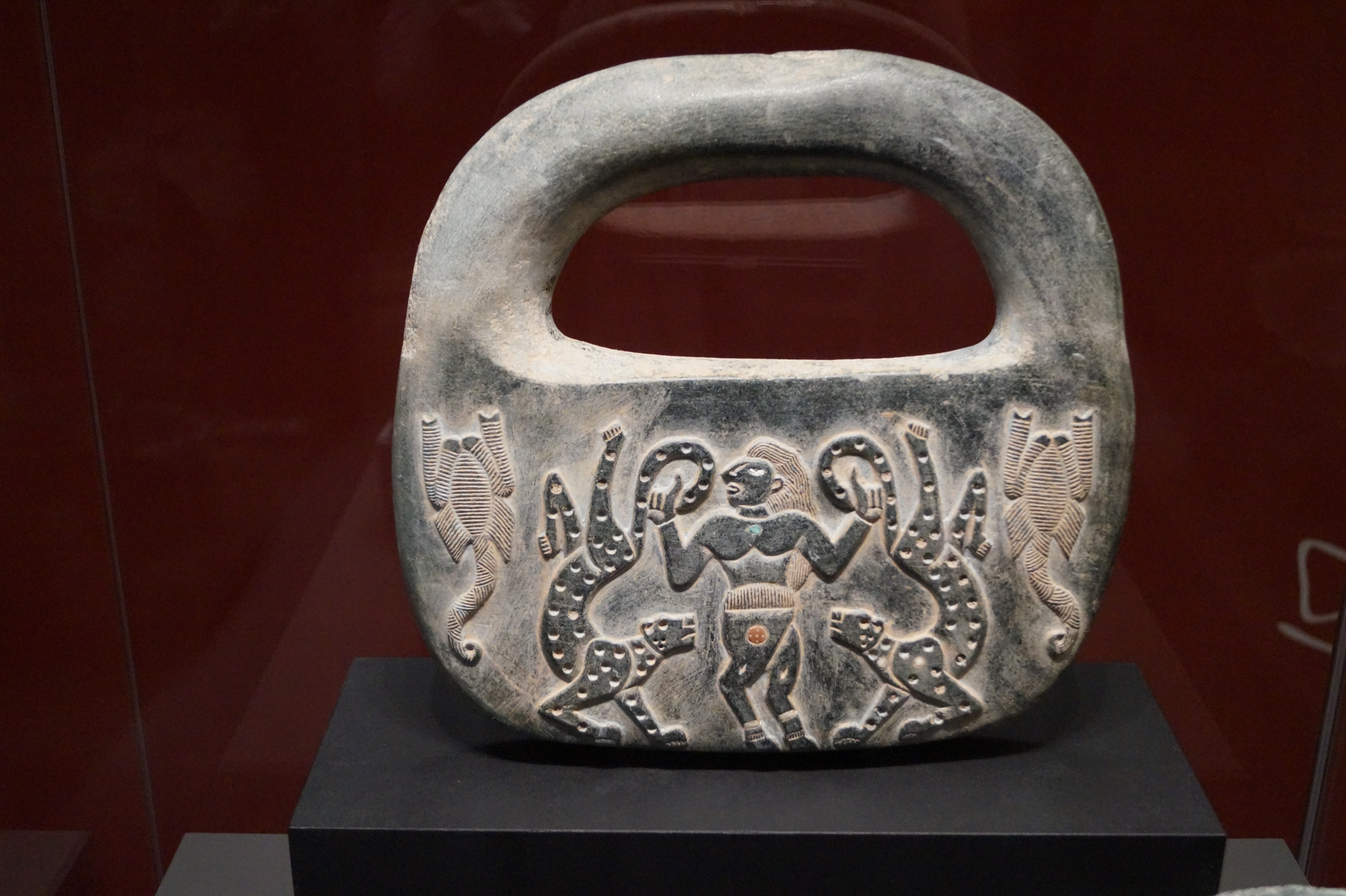

### Glyptique
Des sceaux-cylindres, trouvés sur le site de Konar Sandal, témoignent de l'existence d'une administration développée. Ils n'ont pas encore fait l'objet d'une publication. Ils semblent présenter des motifs similaires à ceux des objets en chlorite, là encore d'une grande variété et d'une grande originalité par rapport à ce que l'on trouve ailleurs sur le plateau iranien.

### Architecture
Les différents bâtiments dégagés, à Tepe Yahya et Konar Sandal, présentent parfois un plan assez complexe. La ville de Konar Sandal, qui s'étendait sur près de 120 hectares, est jusqu'à présent la plus importante cité connue de cette civilisation. Conçue sur un plan circulaire, elle s'étirait le long des berges du fleuve Halil, à la charnière des anciennes routes commerciales la reliant à l’est, vers les cités de la vallée de l’Helmand, et à l’ouest, en direction de la Mésopotamie. Les campagnes de fouilles entreprises sous la direction de Youssef Madjidzadeh entre 2002 et 2008 y ont dégagé les restes de deux tells, aux dimensions spectaculaires. Surplombant la plaine alluviale du Halil Rud, le Tell A est composé des restes de deux terrasses superposées, ayant pour base respective un quadrilatère se développant à l’origine sur 300 x 300 mètres de côtés pour 6,5 mètres de hauteur pour la première, et 150 x 150 mètres pour 14,5 mètres de haut pour la seconde. Il aurait servi de lieu de culte et se rattacherait à cette catégorie de plateformes cultuelles qui ont précédé les ziggurats mésopotamiennes. Ce tell se présente aujourd’hui comme un monticule de briques séchées en fort mauvais état de conservation. Les briques de terre crue qui composaient la structure de cet édifice ont subi à la fois l’effet de l’érosion, et les dégâts causés par les fermiers locaux, qui ont longtemps  exploité le gisement afin d’obtenir des matériaux de terrassement pour les nombreuses palmeraies qui entourent encore aujourd’hui cette partie du site. Aux alentours, le sol est recouvert par une couche composée de débris de poterie remontant pour la plupart au IIIe millénaire av. J.-C. La datation par le carbone 14 de plusieurs briques prélevées sur des sondages stratigraphiques provenant des ruines du Tell B, situé à quelques centaines de mètres au sud du même site, et qui constituait un ensemble complexe de palais et de bâtiments d'apparat, a fourni une fourchette allant de 2880 à 2580 av. J.-C. pour la tranchée XI, qui remonte sans doute à la première phase de la construction, 2450 à 2290 av. J.-C. pour la tranchée III, et enfin 2140 av. J.-C. pour la tranchée IX, qui correspond à la phase la plus récente, précédant de peu l’abandon du site.

### Écriture
Quatre tablettes, dont trois portant des signes de forme géométrique, et d'autres des signes supposés être écrits en élamite linéaire, ont été mises au jour sur le site de Konar Sandal. Elles sont datées alternativement de la première ou de la seconde moitié du IIIe millénaire av. J.-C., et n'ont pas pu être déchiffrées. Certains spécialistes ont émis des doutes sur l'ancienneté de ces tablettes, les considérant comme des faux (avis émis avant leur publication scientifique).

## Implications de cette découverte
Les interprétations vont bon train depuis la découverte de ce site. D'après Youssef Madjidzadeh, qui veut y voir la légendaire cité d'Aratta, dont de nombreux poèmes sumériens célèbrent la splendeur passée, il s'agirait d'un site d'importance majeure, et qui révolutionnerait notre connaissance des origines de l'Iran. Pour d'autres, plus mesurés, il s'agit seulement d'une des cultures qui s'épanouissent alors sur le plateau iranien, parmi d'autres, entretenant des liens avec ses voisines, notamment la civilisation proto-élamite. La découverte récente à Konar Sandal d'une tablette considérée dans un premier temps par ses découvreurs comme écrite en élamite linéaire suggérerait des liens avec la culture de l'Élam. Il reste néanmoins à établir comment la ville se situait vis-à-vis de la civilisation proto-élamite voisine (deux ensembles différents, ou bien un seul ?). Pour P. Steinkeller, Jiroft serait en fait le cœur de l'ancien royaume de Marhashi.
La civilisation de Jiroft participait activement aux échanges inter-iraniens, aidée par une position clé : vers l'ouest, une route menait vers l'Élam, et plus loin en Mésopotamie. À l'est, une autre route conduisait au Baloutchistan puis à la vallée de l'Indus. Vers le nord-est, on rejoignait la route du lapis-lazuli, qui traverse le Sistan (Shahr-e Sokhteh), l'Hindou Kouch (Mundigak), puis la Bactriane (Shortughai), sans oublier au sud la proximité des côtes du golfe Persique. Les habitants de la région pouvaient ainsi facilement exporter leurs productions et importer divers produits. Les objets en cornaline connaissaient une très large diffusion, puisqu'on en retrouve dans tout l'Iran, au Turkménistan, dans la vallée de l'Indus, en Iran oriental, en Mésopotamie, et même sur la côte sud du golfe Persique, en Arabie (île de Tarout) et aux Émirats arabes unis (Tell Abraq).